# からくり歌劇
『からくり歌劇』（からくりオペラ）は、1936年（昭和11年）製作・公開、大谷俊夫監督による日本の長篇劇映画、ミュージカル映画である。

## 略歴・概要
現代劇のスタジオ・日活多摩川撮影所（現在の角川大映撮影所）が製作した日本の初期のミュージカル映画である。大正末期の浅草オペラの時代に「ペラゴロ」のひとりであったサトウ・ハチローが書いた原作を菊田一夫が脚色、江藤澄子が潤色した。主演の岸井明、神田千鶴子はP.C.L.映画製作所（現在の東宝スタジオ）からのレンタルで出演が実現した。「日活・東宝提携第1作」。松竹楽劇部（のちの松竹歌劇団）から移籍した不忍鏡子の映画デビュー作であった。
音楽のスコアを書いたのは古賀政男で、古賀も出演し、また古賀が所属するテイチク（現在のテイチクエンタテイメント）の専属歌手であるディック・ミネ、楠木繁夫、美ち奴らが出演している。「主題歌」が6曲あり、同年11月、12月にいずれもレコード化、3枚のシングル盤に収録され、テイチクから発売された。
本作の上映用プリントは、現在、東京国立近代美術館フィルムセンターには所蔵されてはいない。

## スタッフ
- 監督 : 大谷俊夫
- 原作 : サトウ・ハチロー
- 脚色 : 菊田一夫
- 潤色 : 江藤澄子
- 撮影 : 渡辺五郎
- 音楽 : 古賀政男
- 主題歌
  1. 「あなたなんだい」 : 歌杉狂児・美ち奴・市川春代、作詞杉狂児、作曲古賀政男
  2. 「恋とはこんなものかしら」 : 歌ディック・ミネ、作詞島田磬也、作曲古賀政男
  3. 「恋のネオン」 : 歌藤山一郎、作詞大谷俊夫、作曲古賀政男
  4. 「女給哀歌」 : 歌神田千鶴子、作詞島田磬也、作曲古賀政男　　　　　　　
  5. 「マイマイスイートハート」 : 歌神田千鶴子、作詞星野貞志、作曲古賀政男
  6. 「アラ恥ずかしい」 : 歌木村肇、作詞星野貞志、作曲古賀政男

## 作品データ
- 製作 : 日活多摩川撮影所
- 上映時間 （巻数 / メートル） : 66分[5] （6巻 / 1,828メートル）
- フォーマット : 白黒映画 - スタンダード・サイズ（1.37:1） - モノラル録音
- 公開日 :  日本 1936年10月24日
- 配給 :  日活
- 初回興行 : 浅草・富士館

## キャスト
- 岸井明 - コックの敬さん
- 山本礼三郎 - マネージャー
- 神田千鶴子 - れい子
- 市川春代 - あけみ
- 藤原釜足 - 小村[2]（れい子の夫とも[1]）
- 杉狂児 - 瀧田[2]（客人とも[1]）
- ディック・ミネ - 成瀬
- 星ひかる - 六さん[2]（コック長とも[1]）
- 藤山一郎 - 時山[2]（メッセンジャーボーイとも[1]）
- 戸田春子 - 露子[2]（肥った女給とも[1]）
- 小林重四郎 - 中西久夫
- 高勢実乗 - 久之進
- 鳥羽陽之助 - 番頭倉田
- 楠木繁夫 - 老爺[2]（禿の爺とも[1]）
- 村田宏寿 - 焼鳥屋
- 美ち奴 - 吉奴
- 松本秀太郎 - 佐藤[2]（滝田の友とも[1]）
- 木村肇 - パン焼
- 不忍鏡子 - ホステス（ノンクレジット）[3]
- 古賀政男